# Olga Engl
Olga Engl (Praga, 30 maggio 1871 – Berlino, 21 settembre 1946) è stata un'attrice austriaca.
Nella sua lunga carriera, che durò fino agli anni quaranta, prese parte ad oltre duecento film, sia come protagonista che in ruoli secondari.

## Biografia
Nata a Praga nel 1871 quando la città faceva ancora parte dell'impero austro-ungarico, Olga Engl venne cresciuta in un convento di orsoline. Studiò recitazione con Anna Viersing-Hauptmann e nell'agosto 1887 fece il suo debutto al Deutsches Theater della sua città natale nel ruolo di Berta nella tragedia di Schiller La congiura di Fiesco a Genova. Nel 1888, si trasferì a Danzica e, in seguito, a Berlino dove lavorò in teatro dal 1889 al 1892. Nel 1895, apparve all'Hoftheater di Monaco di Baviera e quindi ad Amburgo e ad Hannover.
Nei primi anni dieci del Novecento, Olga Engl si avvicinò al cinema dove iniziò una lunga carriera che l'avrebbe portata a recitare in oltre duecento film. Non più giovanissima, ricoprì soprattutto ruoli di mamma, nonna o zia, spesso di origine aristocratica. Lavorò fino alla fine, anche a teatro.
Morì il 26 settembre 1946 a Berlino all'età di 75 anni.

## Filmografia
1911
- Das angenommene Kind, regia di Adolf Gärtner (1911)

1913
- In Vertretung, regia di Hans Oberländer (1913)
- Des Pfarrers Töchterlein, regia di Adolf Gärtner (1913)
- Richard Wagner, regia di Carl Froelich e, non accreditato, William Wauer (1913)
- Aus eines Mannes Mädchenzeit, regia di Siegfried Dessauer (1913)

1914
- Der Mann ohne Arm, regia di Fritz Bernhardt (1914)
- Der Trainer (1914)
- Stuart Webbs: Der Mann im Keller, regia di Joe May (1914)
- Wenn Wunden heilen, regia di Hans Oberländer (1914)
- Im Schützengraben (1914)
- Die Toten leben, regia di Walter Schmidthässler (1914)
- Adoptivkind, regia di Rudolf Biebrach (1914)

1915
- Der Mann mit der leuchtenden Stirn, regia di Fred Sauer (1915)
- Carl und Carla, regia di Carl Wilhelm (1915)
- Der Pfad der Sünde, regia di Robert Reinert (1915)
- Arthur Imhoff, regia di Paul von Woringen (1915)

1916
- Die Waldbrand, regia di Walter Schmidthässler (1916)
- Die Einsame Frau, regia di Rudolf Del Zopp (1916)
- L'ombrellino con cigno (Der Schirm mit dem Schwan), regia di Carl Froelich (1916)
- Geopfert, regia di Walter Schmidthässler (1916)
- Teddy wird verpackt, regia di Paul Heidemann (1916)
- Bubi ist eifersüchtig, regia di Hanna Henning (1916)
- Komtesse Hella, regia di Alwin Neuß (1916)
- Das Lied des Lebens, regia di Alwin Neuß (1916)
- Das Opfer der Wera Wogg, regia di Hubert Moest (1916)
- Die Stricknadeln, regia di Hubert Moest (1916)
- Suzannens Tugend, regia di Hubert Moest (1916)
- Wenn Menschen reif zur Liebe werden, regia di Fern Andra (1916)
- Gelöste Ketten, regia di Rudolf Biebrach (1916)
- Wer war's?, regia di Rudolf Klein-Rhoden (1916)
- Wege, die ins Dunkle führen, regia di Walter Schmidthässler (1916)
- In letzter Sekunde, regia di Walter Schmidthässler (1916)
- Im Banne des Schweigens, regia di Hanna Henning (1916)
- Der verkaufte Schlaf, regia di Walter Schmidthässler (1916)
- Der blonde Chauffeur, regia di Walter Schmidthässler (1916)
- Das Geheimnis der Villa Dox, regia di Ludwig Trautmann (1916)

1917
- Die Frau mit den Karfunkelsteinen, regia di Georg Victor Mendel (1917)
- Christa Hartungen, regia di Rudolf Biebrach (1917)
- Wie Bubi Detektiv wurde, regia di Hanna Henning (1917)
- Der breite Weg, regia di Urban Gad (1917)
- Lache Bajazzo (1917)
- Wenn frei das Meer für deutsche Fahrt, regia di Walter Schmidthässler (1917)
- Mutter
- Nicht lange täuschte mich das Glück, regia di Kurt Matull (1917)
- Klosterfriede, regia di Urban Gad (1917)
- Die Gespensterstunde, regia di Urban Gad (1917)
- Diebe und Liebe

1918
- Kain. II. Im Goldrausch, regia di Bruno Rahn, Walter Schmidthässler (1918)
- Erträumtes, regia di Adolf Gärtner (1918)
- Der König ihres Herzens, regia di Ludwig Trautmann (1918)
- Der Dieb, regia di Franz Eckstein, Rosa Porten (1918)
- Die Sühne, regia di Emmerich Hanus (1918)
- Der lebende Leichnam, regia di Richard Oswald (1918)
- Die Buchhalterin, regia di Paul von Woringen (1918)
- Kain, regia di Bruno Rahn e Walter Schmidthässler (1918)
- Das Maskenfest des Lebens, regia di Rudolf Biebrach (1918)
- Verschwundene Diadem, Das. I, regia di Ludwig Trautmann (1918)
- Die Ratte, regia di Harry Piel e Joe May (1918)
- Wo ein Wille, ist ein Weg, regia di Hubert Moest (1918)
- Weil ich dich liebe, regia di Hanna Henning (1918)
- Küsse, die man im Dunkeln stiehlt, regia di Kurt Matull (1918)
- Ikarus, der fliegende Mensch, regia di Carl Froelich (1918)
- Des Vaters Schuld, regia di Bruno Ziener (1918)
- Das sterbende Modell, regia di Urban Gad (1918)
- Das Lied der Colombine, regia di Emil Justitz (1918)
- Das Gift der Medici, regia di Walter Schmidthässler (1918)
- Am anderen Ufer, regia di Alfred Halm (1918)

1919
- Um Krone und Peitsche, regia di Fern Andra e Georg Bluen (1919)
- Morphium, regia di Bruno Ziener (1919)
- Kronprinz Rudolph oder: Das Geheimnis von Mayerling, regia di Rolf Randolf (1919)
- Kinder der Liebe, 2. Teil, regia di Siegfried Dessauer (1919)
- Die verwunschene Prinzessin, regia di Erik Lund (1919)
- Der unsichtbare Gast, regia di Friedrich Fehér (1919)
- Der Kampf um die Ehe - 1. Teil: Wenn in der Ehe die Liebe stirbt, regia di Willy Zeyn (1919)
- De Profundis, regia di Georg Jacoby (1919)
- Das Mädchen mit dem fremden Herzen, regia di Franz Hofer (1919)
- Das Geheimnis einer Nacht, regia di Franz Hofer (1919)
- Zwischen zwei Welten, regia di Adolf Gärtner (1919)
- Veritas vincit, regia di Joe May (1919)
- Hängezöpfchen, regia di Franz Hofer (1919)
- Das rosa Strumpfbändchen, regia di Franz Hofer (1919)
- Die Schuld
- Zwei Menschen, regia di Fern Andra (1919)
- Moderne Töchter, regia di Manfred Noa (1919)
- Das törichte Herz, regia di Erik Lund (1919)
- Ein Frühlingstraum, regia di Karl Mueller-Hagens (1919)
- Blondes Gift, regia di Hubert Moest (1919)
- Das goldene Buch, regia di Alexander Antalffy (1919)
- Pro domo, das Geheimnis einer Nacht, regia di Paul von Woringen (1919)
- Mary Wood, die Tochter des Sträflings, regia di Ernst Mölter (1919)
- Fuoco fatuo (Irrlicht), regia di Erik Lund (1919)
- Aus eines Mannes Mädchenjahren, regia di Karl Grune e Paul Legband (1919)
- Hang Lu oder: Der verhängnisvolle Schmuck (1919)
- Der große Coup, regia di Harry Piel (1919)
- Madeleine, regia di Siegfried Philippi (1919)
- Zwischen Lachen und Weinen (1919)
- Stürme - Ein Mädchenschicksal, regia di Erik Lund (1919)
- Mein Wille ist Gesetz, regia di Lupu Pick (1919)
- Kitsch, regia di Lupu Pick (1919)
- Frau Hempels Tochter, regia di Julius Dewald e Edmund Edel (1919)
- Der letzte Sonnensohn, regia di Erik Lund e Bruno Kastner (1919)
- Der Klapperstorchverband, regia di Carl Froelich (1919)
- Das Gebot der Liebe, regia di Erik Lund (1919)
- Das Erbe vom Lilienhof, regia di Franz Hofer (1919)

1920
- Die Kralle (1920)
- Eine Demimonde-Heirat, regia di Martin Zickel (1920)
- Können Gedanken töten?, regia di Alfred Tostary (1920)
- Cornelie Arendt, regia di Franjo Ledic (1920)
- Das Mädchen aus der Ackerstraße - 1. Teil, regia di Reinhold Schünzel (1920)
- Das Götzenbild der Wahrheit, regia di Carl Wilhelm (1920)
- Der Schwarm der höheren Töchter, regia di Franz Hofer (1920)
- Der schwarze Graf, regia di Otz Tollen (1920)
- Anna Karenina, regia di Frederic Zelnik (1920)
- Nixchen, regia di Paul Legband (1920)
- Mord... die Tragödie des Hauses Garrick, regia di Siegfried Philippi (1920)
- Frauen vom Gnadenstein, regia di Robert Dinesen e Joe May (1920)
- Ferréol, regia di Franz Hofer (1920)
- Der Riesenschmuggel, regia di Franz Hofer (1920)

1921
- Panzerschrank Nr. 13, regia di Kurt Richter (1921)
- Die Diktatur des Lebens - 1. Teil: Die böse Lust
- Monte Carlo, regia di Fred Sauer (1921)
- Die Geliebte des Grafen Varenne, regia di Friedrich Zelnik (1921)
- Der letzte Zeuge, regia di Adolf Gärtner (1921)
- Die Amazone, regia di Richard Löwenbein (1921)
- Die Rache einer Frau, regia di Robert Wiene (1921)
- Miss Beryll... die Laune eines Millionärs, regia di Frederic Zelnik (1921)
- Aus den Tiefen der Großstadt, regia di Fred Sauer (1921)
- Die Beichte einer Gefallenen, regia di Franz Hofer (1921)
- Aus den Akten einer anständigen Frau, regia di Franz Hofer (1921)
- Du bist das Leben, regia di Franz Eckstein (1921)
- Die schwarze Spinne, regia di Siegfried Philippi (1921)
- Der Roman eines Dienstmädchens, regia di Reinhold Schünzel (1921)
- Das Geheimnis der Santa Margherita, regia di Rolf Randolf (1921)
- Die Gebieterin von Saint Tropez, regia di Franz Hofer (1921)
- Symphonie des Todes, regia di Dimitri Buchowetzki (1921)
- Kloster Wendhusen, regia di Erich Eriksen (1921)

1922
- Louise de Lavallière, regia di Georg Burghardt (1922)
- Die Asphaltrose, regia di Richard Löwenbein (1922)
- Ihr schlechter Ruf, regia di Franz Eckstein (1922)
- La terra che brucia (Der brennende Acker), regia di Friedrich Wilhelm Murnau (1922)
- Die Ehe der Fürstin Demidoff, regia di Frederic Zelnik (1922)
- Der Todesreigen, regia di William Karfiol (1922)
- Der Bekannte Unbekannte, regia di Erik Lund (1922)
- Fantasma (Phantom), regia di Friedrich Wilhelm Murnau (1922)
- Bigamie, regia di Rudolf Walther-Fein (1922)
- Zwischen Nacht und Sünde, regia di Franz Hofer (1922)
- Schminke, regia di Fritz Kaufmann (1922)
- Nur eine Nacht, regia di Rudolf Walther-Fein (1922)
- Die Küsse der Ira Toscari, regia di Alexander Erdmann-Jesnitzer (1922)

1923
- Der Liebe Pilgerfahrt, regia di Yakov Protazanov (1923)
- Irene d'Or, regia di Karl Sander e Frederic Zelnik (1923)
- Der allmächtige Dollar, regia di Jaap Speyer (1923)
- Die Gasse der Liebe und der Sünde, regia di Václav Binovec e Jan Svoboda (1923)
- Auferstehung. Katjuscha Maslowa, regia di Frederic Zelnik (1923)
- Frauenmoral, regia di Theo Frenkel (1923)
- S.O.S. Die Insel der Tränen, regia di Lothar Mendes (1923)
- Daisy. Das Abenteuer einer Lady, regia di Frederic Zelnik (1923)
- Graf Cohn, regia di Carl Boese (1923)
- Die graue Macht, regia di Fred Stranz (1923)

1924
- Nelly, die Braut ohne Mann, regia di Frederic Zelnik (1924)
- Steuerlos, regia di Gennaro Righelli (1924)
- Das Geschöpf, regia di Siegfried Philippi (1924)
- Aus eigener Kraft - Ein Filmspiel vom Auto, regia di Willy Zeyn (1924)
- Sklaven der Liebe, regia di Carl Boese (1924)
- Das Spiel mit dem Schicksal, regia di Siegfried Philippi (1924)

1925
- Nick, der König der Chauffeure, regia di Carl Wilhelm (1925)
- Das goldene Kalb, regia di Peter Paul Felner (1925)
- Aschermittwoch, regia di Wolfgang Neff (1925)
- Die Kleine aus der Konfektion, regia di Wolfgang Neff (come Maurice Turner) (1925)
- Des Lebens Würfelspiel, regia di Heinz Paul (1925)
- Frauen, die man oft nicht grüßt, regia di Friedrich Zelnik (1925)
- Die Frau ohne Geld, regia di Fritz Kaufmann (1925)
- Die Zirkusprinzessin, regia di Adolf Gärtner (1925)
- Der Schrei nach Glück, regia di Franz Hofer (1925)

1926
- Manon Lescaut, regia di Arthur Robison (1926)
- Der Stolz der Kompagnie, regia di Georg Jacoby (1926)
- Trude, die Sechzehnjährige , regia di Conrad Wiene (1926)
- An der schönen blauen Donau, regia di Frederic Zelnik (1926)
- Hölle der Liebe - Erlebnisse aus einem Tanzpalast, regia di Bruno Rahn (1926)
- Das Mädel auf der Schaukel, regia di Felix Basch (1926)
- Der gute Ruf, regia di Pierre Marodon (1926)
- Die Flucht in den Zirkus, regia di Mario Bonnard e Guido Schamberg (Guido Parish) (1926)
- Die Straße des Vergessens, regia di Heinz Paul (1926)
- In der Heimat, da gibt's ein Wiedersehn!, regia di Leo Mittler, Reinhold Schünzel (1926)
- Scusate, signorina (Die sieben Töchter der Frau Gyurkovics), regia di Ragnar Hyltén-Cavallius (1926)
- Wie bleibe ich jung und schön - Ehegeheimnisse

1927
- Liebe, regia di Paul Czinner (1927)
- Wenn der junge Wein blüht , regia di Carl Wilhelm (1927)
- Das war in Heidelberg in blauer Sommernacht, regia di Emmerich Hanus (1927)
- Die Geliebte, regia di Robert Wiene (1927)
- La maschera dall'occhio di vetro (Rinaldo Rinaldini), regia di Max Obal (1927)
- Das rosa Pantöffelchen, regia di Franz Hofer (1927)
- An der Weser (hier hab' ich so manches liebe Mal...), regia di Siegfried Philippi (1927)
- Frühere Verhältnisse, regia di Arthur Bergen (1927)
- Die Hafenbraut, regia di Wolfgang Neff (1927)
- Arme kleine Sif, regia di Arthur Bergen (1927)
- Das tanzende Wien, regia di Frederic Zelnik (1927)
- Es steht ein Wirtshaus an der Lahn, regia di Wolfgang Neff (1927)
- Wer wirft den ersten Stein?, regia di Erich Eriksen (1927)
- Benno Stehkragen, regia di Trude Santen (1927)

1928
- Mädchen, hütet Euch!, regia di Valy Arnheim (1928)
- Es zogen drei Burschen, regia di Carl Wilhelm (1928)
- Das Fräulein aus Argentinien, regia di Siegfried Philippi (1928)
- Liebeskarneval, regia di Augusto Genina (1928)
- Ossi hat die Hosen an, regia di Carl Boese (1928)
- Anastasia, die falsche Zarentochter, regia di Arthur Bergen (1928)

1929
- Kolonne X, regia di Reinhold Schünzel (1929)
- Die seltsame Vergangenheit der Thea Carter, regia di Ernst Laemmle, Joseph Levigard (1929)
- Alto tradimento (Hochverrat), regia di Johannes Meyer (1929)
- Engel im Séparée, regia di Ernö Mayer (1929)
- Die nicht heiraten dürfen, regia di Carl Heinz Rudolph (1929)

1930
- Wenn du noch eine Heimat hast, regia di Siegfried Philippi (1930)
- Sturm auf drei Herzen, regia di Wolfgang Neff (1930)
- Alle soglie dell'impero (Das Flötenkonzert von Sans-souci), regia di Gustav Ucicky (1930)

1931
- Schatten der Unterwelt, regia di Harry Piel (1931)
- La scappatella (Der kleine Seitensprung), regia di Reinhold Schünzel (1931)
- La terribile armata (Emil und die Detektive), regia di Gerhard Lamprecht (1931)
- I cadetti di Smolenko (Kadetten), regia di George Jacoby (1931)
- Ombres des bas fonds, regia di Harry Piel (1931)

1932
- The Congress Dances, regia di Erik Charell (1932)
- Il grande agguato, regia di Curtis Bernhardt, Edwin H. Knopf e Luis Trenker (1932)

1933
- Saluti e baci (Gruß und Kuß, Veronika!), regia di Carl Boese (1933)
- The Rebel, regia di Edwin H. Knopf e Luis Trenker (1933)
- Die kalte Mamsell, regia di Carl Boese (1933)
- Avventura a Budapest (Skandal in Budapest), regia di Stefan Szekely, Géza von Bolváry (1933)
- Karl als Radiofachmann, regia di Gerhard Dammann, Fritz Kuhlbrodt (193)

1934
- Du bist entzückend, Rosmarie!, regia di Hans von Wolzogen (1934)
- La principessa della Czarda (Die Czardasfürstin), regia di Georg Jacoby (1934)
- Musica nel cuore (Musik im Blut), regia di Erich Waschneck (1934)
- Così finì un amore  (So endete eine Liebe), regia di Karl Hartl (1934)
- Tre donne sono troppe  (Die englische Heirat), regia di Reinhold Schünzel (1934)
- Ein Kind, ein Hund, ein Vagabund, regia di Arthur Maria Rabenalt (1934)

1935
- Regina (Regine), regia di Erich Waschneck (1935)
- Sogno d'arte (Liebesträume), regia di Heinz Hille (1935)
- Una notte sul Danubio (Eine Nacht an der Donau), regia di Carl Boese (1935)

1936
- Der müde Theodor, regia di Veit Harlan (1936)
- Familienparade, regia di Fritz Wendhausen (1936)
- Oro nero (Stadt Anatol), regia di Viktor Tourjansky (1936)
- Die fremde Hand, regia di Kurt Rupli (1936)

1938
- Der Mann, der nicht nein sagen kann, regia di Mario Camerini (1938)
- La volpe azzurra (Der Blaufuchs), regia di Viktor Tourjansky (1938)

1939
- Eine kleine Nachtmusik, regia di Leopold Hainisch (1939)

1940
- Conflitto tragico (Der Weg zu Isabel), regia di Erich Engel (1940)
- Il guanto verde  (Falschmünzer), regia di Hermann Pfeiffer (1940)

1941
- Signora Luna (Frau Luna), regia di Theo Lingen (1941)
- Clarissa, regia di Gerhard Lamprecht (1941)

1942
- Un grande amore (Die große Liebe), regia di Rolf Hansen (1942)
- Il delitto del Dott. Crippen (Dr. Crippen an Bord), regia di Erich Engels (1942)

1943
- Der ewige Klang, regia di Günther Rittau (1943)

1945
- Das alte Lied, regia di Fritz Peter Buch (1945)

1948
- Das kleine Hofkonzert, regia di Paul Verhoeven (1948)